# التأثير الاقتصادي للغزو الروسي لأوكرانيا 2022
بدأ التأثير الاقتصادي للغزو الروسي لأوكرانيا عام 2022 في أواخر فبراير 2022، في الأيام التي أعقبت الخطاب بخصوص الأحداث في أوكرانيا واعتراف روسيا الاتحادية بجمهورية لوغانسك الشعبية وجمهورية دونيتسك الشعبية والغزو الروسي لأوكرانيا. استهدفت العقوبات الاقتصادية اللاحقة أجزاءً ضخمة من الاقتصاد الروسي والأوليغارشية الروسية وأعضاء في الحكومة الروسية. ردت روسيا على ذلك بعقوباتها الخاصة أيضًا. كان لكل من الصراع والعقوبات تأثير سلبي جسيم على الانتعاش الاقتصادي العالمي خلال الركود الاقتصادي الناتج عن جائحة فيروس كورونا. هناك توقعات بانتكاسة اقتصادية روسية ستستمر لمدة 30 عامًا نتيجة الغزو الروسي لأوكرانيا واندلاع الحرب.

## خلفية
اعتبارًا من عام 2014، واجه الاتحاد الروسي عقوبات نتيجة ضمه لشبه جزيرة القرم مما شكل عائقًا أمام النمو الاقتصادي في البلاد. في عام 2020، أثر الركود الاقتصادي الناتج عن جائحة فيروس كورونا وحرب أسعار النفط الروسية-السعودية 2020 على الاقتصاد الروسي. وقعت عقوبات اقتصادية إضافية أيضًا في الفترة التي سبقت الأزمة الأوكرانية الروسية 2021–22. انخفض مؤشر البورصة الروسي بنسبة عشرين في المئة خلال الحشد العسكري.

## تاريخ التأثير الاقتصادي
حذرت كريستينا جورجيفا، الرئيسة التنفيذية لصندوق النقد الدولي، من أن الصراع يشكل خطرًا اقتصاديًا كبيرًا على المنطقة وعلى الصعيد الدولي. وأضافت أنه يمكن تقديم المساعدة للبلدان المتضررة من الصراع من خلال الصندوق، مكملة لمجموعة قروض بقيمة 2.2 مليار دولار يجري إعدادها لمساعدة أوكرانيا. قال ديفيد مالباس، رئيس مجموعة البنك الدولي، إن الصراع سيكون له آثار اقتصادية واجتماعية بعيدة المدى، وذكر أن البنك يعد الخيارات المتاحة لتقديم دعم اقتصادي ومالي ضخم للأوكرانيين والمنطقة.
على الرغم من العقوبات الدولية غير المسبوقة ضد روسيا، فقد أعفيت مدفوعات المواد الخام المولدة للطاقة إلى حد كبير من هذه الإجراءات، وكذلك الإمدادات الغذائية بسبب التأثير المحتمل على أسعار الغذاء العالمية. تعتبر روسيا وأوكرانيا منتجين رئيسيين للقمح الذي يُصدّر عبر البوسفور إلى دول البحر الأبيض المتوسط وشمال إفريقيا. من المتوقع أن يؤثر طرد بعض البنوك الروسية من جمعية الاتصالات المالية العالمية بين البنوك على صادرات البلاد. نظرًا لحقيقة أن روسيا هي أكبر شريك تجاري واقتصادي لدول ما بعد الاتحاد السوفيتي في آسيا الوسطى ووجهة رئيسية لملايين العمال المهاجرين في رابطة الدول المستقلة، فقد تضررت آسيا الوسطى بشكل خاص من العقوبات المفروضة على روسيا.
سجلت كبرى الشركات المصنعة للأسلحة ارتفاعات حادة في الإيرادات والأرباح المؤقتة.

### روسيا
أثرت العقوبات الاقتصادية على روسيا منذ اليوم الأول للغزو، إذ انخفض سوق الأسهم بنسبة تصل إلى 39% (مؤشر سوق البورصة الروسي). انخفض الروبل الروسي إلى مستويات قياسية، إذ اندفع الروس لتبادل العملات. عُلّق سوق البورصة في موسكو وسانت بطرسبرغ حتى 18 مارس على الأقل، مما يجعله أطول فترة إغلاق في تاريخ روسيا. في 26 فبراير، خفضت وكالة ستاندرد آند بورز التصنيف الائتماني للحكومة الروسية إلى «غير مرغوب فيه»، مما تسبب في التخلص من الأموال التي تتطلب سندات من الدرجة الاستثمارية للديون الروسية، مما يجعل أي اقتراض إضافي صعبًا للغاية بالنسبة لروسيا.
أعلن البنك المركزي الروسي عن تدخلاته، وهي الأولى منذ ضم شبه جزيرة القرم عام 2014، لتحقيق الاستقرار في السوق. في 28 فبراير، رفع البنك أسعار الفائدة إلى 20% ومنع الأجانب من بيع الأوراق المالية المحلية. وفقًا للنائب السابق لرئيس البنك المركزي الروسي، فإن العقوبات عرّضت صندوق الثروة القومي الروسي لخطر الانعدام. مع انخفاض قيمة الروبل الروسي وأسعار الأسهم الروسية في البورصات الرئيسية، أغلقت بورصة موسكو ليوم واحد، والذي مُدد منذ ذلك الحين إلى أكثر من أسبوع. اعتبارًا من 28 فبراير، أشار سعر مقايضة الائتمان الافتراضي الروسي إلى احتمال 56% من التخلف عن السداد. خشيت وكالة فيتش للتصنيف الائتماني من أن تتخلف روسيا عن سداد ديونها في وقت قريب.
في 27 فبراير، أعلنت شركة بريتيش بتروليوم، إحدى أكبر سبع شركات للنفط والغاز في العالم وأكبر مستثمر أجنبي في روسيا، عن سحب استثماراتها من روسنفت. تشكل حصة روسنفت حوالي نصف احتياطيات النفط والغاز لشركة بريتيش بتروليوم وثلث إنتاجها. كان من المتوقع أن يكلف سحب الاستثمارات الشركة ما يصل إلى 25 مليار دولار، ولاحظ المحللون أنه من غير المحتمل أن تتمكن شركة بريتيش بتروليوم من استعادة الحصة التي تشكلها ؤوسنفت. في اليوم نفسه، أعلن الصندوق التقاعدي الحكومي النرويجي أكبر صندوق للثروة السيادية في العالم، عن سحب استثماراته الروسية. يمتلك الصندوق نحو 25 مليار كرونة نروجية (2.83 مليار دولار) من أسهم الشركات الروسية والسندات الحكومية.
في 28 فبراير، أعلنت شركة رويال داتش شل أيضًا أنها ستسحب استثماراتها في روسيا. في 1 مارس، أعلنت شركة الطاقة الإيطالية إيني أنها ستلغي استثماراتها في خط أنابيب بلو ستريم. وفي اليوم نفسه، أوقفت أكبر شركات الشحن في العالم، ميرسك سيلاند وشركة البحر الأبيض المتوسط للملاحة جميع شحنات الحاويات إلى روسيا، باستثناء المواد الغذائية والإمدادات الطبية والإنسانية.
يقال إن روسيا تعاني من هجرة الأدمغة بسبب الهجرة الجماعية لأكثر من 300 ألف من الشباب الروسي بشكل رئيسي، وكثير منهم متخصصون في صناعة التكنولوجيا، إلى دول مثل أرمينيا وجورجيا وتركيا. غادر أكثر من 50000 متخصص روسي في تكنولوجيا المعلومات الاتحاد الروسي. ردًا على العقوبات التي فُرضت على صناعة الترفيه، فإن روسيا تدرس تشريع قرصنة البرمجيات.
وقد شكلت الهجمات السيبرانية التي يشنها مخترقون مجهولون مشكلة لروسيا. على سبيل المثال، أدى اختراق الوكالة الاتحادية الروسية للنقل الجوي، روزافيشيا، في أواخر مارس 2022 إلى اضطراب كبير وعودة الوكالة إلى استخدام تدفق المستندات الورقية والنظام البريدي. بسبب القيود المفروضة على الميزانية، لم يكن لدى روزافيشيا النسخ الاحتياطية اللازمة من البيانات المخترقة.
في 11 أبريل، تخلفت شركة السكك الحديدية الروسية عن سداد 268 مليون دولار من السندات بعد إخفاقها في سداد سندات الفرنك السويسري.
نتيجة للعقوبات الاقتصادية التي فرضتها الولايات المتحدة والاتحاد الأوروبي على روسيا ، تم الإبلاغ عن الأخيرة في مايو 2022 باستخدام احتياطاتها من الذهب لدعم الاقتصاد ، على الرغم من حظر تداول الذهب أيضًا. طالبت منظمة غير حكومية مقرها سويسرا ، Swissaid ، بالشفافية في مصدر واردات الذهب من الإمارات العربية المتحدة بعد مخاوف من أن منشأها المحتمل هو روسيا. منذ فرض العقوبات الاقتصادية على موسكو بعد غزوها لأوكرانيا ، توقفت مصافي الذهب السويسرية عن استيراد أي ذهب من البلاد. ومع ذلك ، أثارت الزيادة الأخيرة في الواردات من الإمارات منذ العقوبات الروسية مخاوف من استخدام روسيا للإمارات كوسيلة لتجارة ذهبها مع مصافي التكرير في سويسرا ، وبالتالي انتهاك العقوبات. من بين العديد من مصافي الذهب السويسرية ، أشارت فالكامبي فقط إلى استيراد الذهب من الإمارات في مارس 2022 ، بينما رفض آخرون. طالب Swissaid بقوانين أكثر صرامة إلى جانب تحسين الإنفاذ على أصول الذهب. لا تستورد بعض المصافي في سويسرا الذهب من دبي بسبب تعارضها مع إمكانية التحقق من أصوله.

### أوكرانيا
علق البنك الوطني الأوكراني أسواق صرف العملات، معلنًا أنه سيحدد سعر الصرف الرسمي. وقد حد البنك المركزي من السحوبات النقدية إلى مئة ألف هريفنا أوكرانية في اليوم وحظر السحب بالعملات الأجنبية من قبل الأفراد من عامة الجمهور. صرحت البورصة الأوكرانية بي إف تي إس في 24 فبراير عن تعليق التداول بسبب الأحداث الطارئة. في 10 أبريل 2022، ذكرت بلومبيرغ نيوز أنه من المرجح أن يعاني النمو الاقتصادي الأوكراني لعام 2022 من انخفاض حاد في الأداء السنوي يقدر بقيمة 45% نتيجة للغزو الروسي.

### روسيا البيضاء
حققت قيمة السندات المقومة بالدولار البيلاروسي المستحقة في عام 2027 انخفاضًا انقياسيًا بلغ قيمة 6.5 سنت بعد أن كان 88 سنتًا قبل الغزو.

### السلع
في يونيو 2022 ، وقع الاتحاد الأوروبي ومصر وإسرائيل اتفاقية غاز طبيعي لتصبح جزءًا من صفقة ثلاثية. تم الإعلان عن مذكرة التفاهم من قبل رئيسة المفوضية الأوروبية أورسولا فون دير لاين. ومع ذلك ، واجهت الصفقة بعض العقبات مثل جرين منير ساتوري ، ألقى رئيس البرلمان الأوروبي في البرلمان الأوروبي الضوء على علاقات الاتحاد الأوروبي مع الأخير في رسالة مكتوبة إلى فون دير لاين ، لتسليط الضوء على سجلها السيئ في مجال حقوق الإنسان.